# Irene Greven
Irene Greven, geborene Hagenguth (* 29. Januar 1927; † 30. Januar 2015) war eine deutsche Verlegerin und Mäzenin.
Greven arbeitete seit 1958 im Greven Verlag. Nach dem Tod ihres Ehemanns Sigurd Greven, der 1981 bei einem Flugunfall ums Leben kam, übernahm sie als Hauptgesellschafterin die Geschäftsleitung des Greven Verlags. Zu Ehren ihres verstorbenen Mannes gründete sie 1996 die Sigurd-Greven-Stiftung, deren Ziel die Förderung der Kölner Kultur-, Kunst-, Musik-, Rechts- und Wirtschaftsgeschichte in Altertum, Mittelalter und Neuzeit sowie die Unterstützung des Kölner Schnütgen-Museums ist.
Sie starb 2015 einen Tag nach ihrem 88. Geburtstag und wurde im Familiengrab auf dem Kölner Melaten-Friedhof (Flur 54) beigesetzt.

## Auszeichnungen
- 2000: Jabach-Medaille der Stadt Köln[4]
- 2003: Eintragung in das Goldene Buch der Stadt Köln